# 15. století
15. století je století 15. v pořadí od roku 1 podle křesťanského letopočtu. Začíná rokem 1401 a končí 1500.
Během 15. století se historie začíná měnit v důsledku toho, že se celé světadíly i civilizace přestávají vyvíjet odděleně.
Obchod mezi Afrikou, Asií a Evropou, výpravy čínských obchodníků za vzácnými surovinami přes Indický oceán, postupné odkrývání námořních cest do Indie, prováděné Portugalci a konečně Kolumbova výprava přes Atlantik na konci století. To vše vedlo ke stále častějším vzájemným kontaktům lidí z celého světa.

## Renesance
Na začátku 15. století dochází na jihu Evropy k renesanci umění a rozvoji věd, které se šíří po celém kontinentu. Napomáhá tomu vzrůstající bohatství a zavedení knihtisku, umožňující rychlejší šíření informací.

## Významné události

### 1401 až 1410

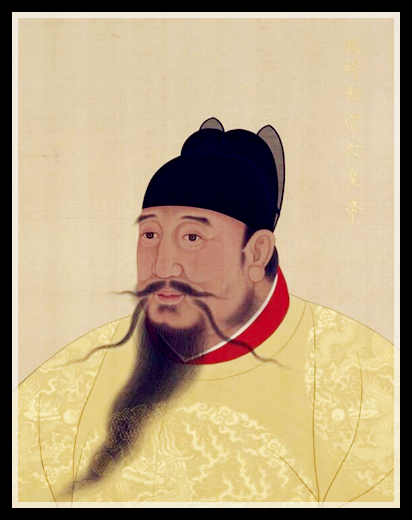
Třetí císař říše Ming Jung-le

- 1401 Tamerlánova vojska vyplenila Bagdád.
- 20. července 1402 Osmanská říše byla poražena Tamerlánem v bitvě u Ankary, kde Timur Lenk zajal sultána Bájezída I. Osmanská říše následně upadla do občanské války trvající až do roku 1413.
- 1402 v Praze byl dokončen Karlův most.
- 1402 Kastílie se za vlády Jindřicha III. zmocnila Kanárských ostrovů. To bývá považováno za počátek španělské koloniální říše.
- 1402 byl založen Malacký sultanát.
- 1403 císař Jung-le se rozhodl přesunout hlavní město Číny z Nankingu do Pekingu.
- 1405–1433 Čínské loďstvo vedené Čeng Cheem prozkoumalo Indický oceán.
- 1406–1428 proběhla Čínsko-vietnamská válka
- 15. července 1410 se Polsko-litevské unii podařilo rozhodujícím způsobem porazit Řád německých rytířů v bitvě u Grunwaldu.

### 1410 až 1420

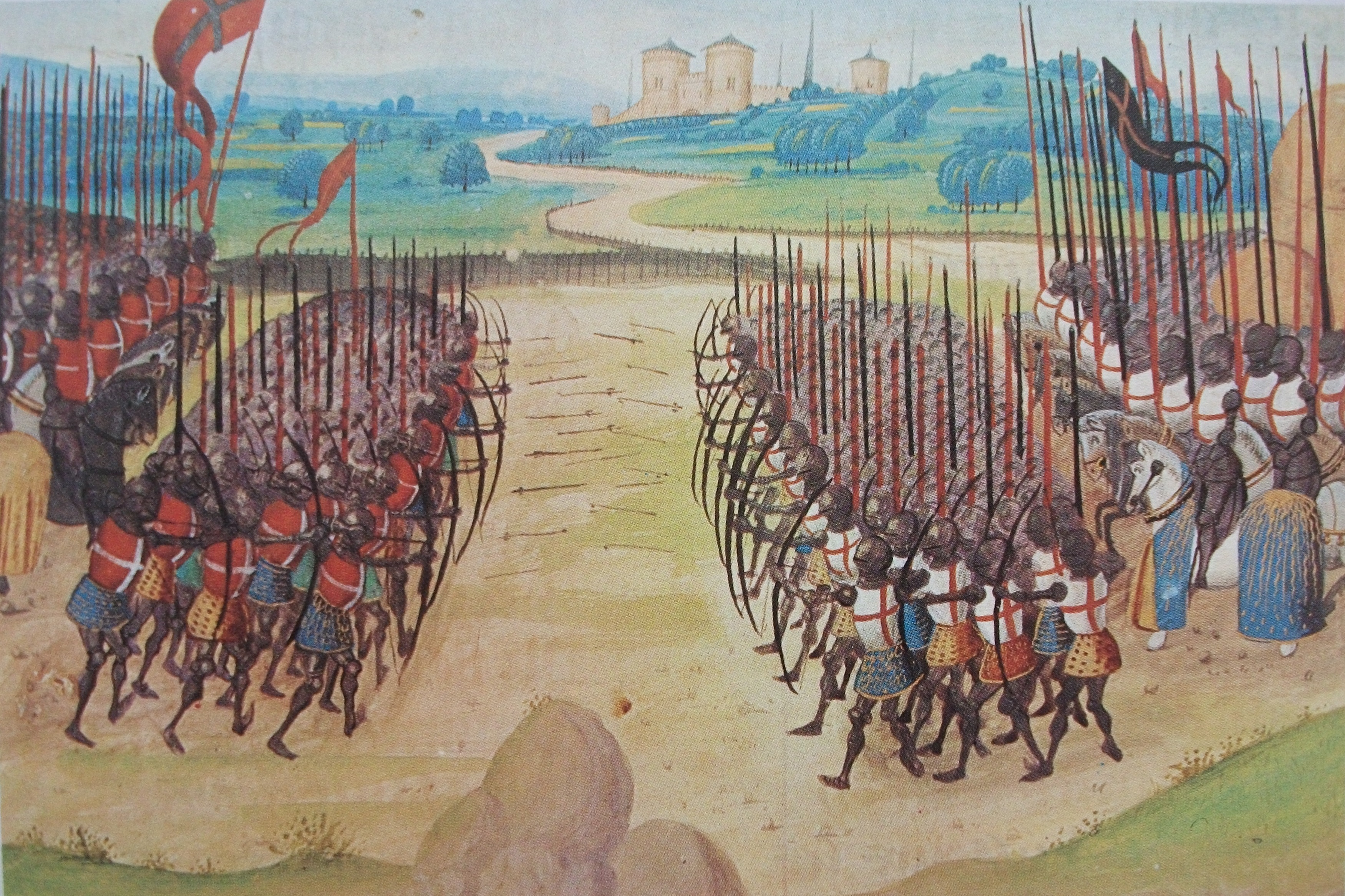
Bitva u Azincourtu na miniatuře z počátku 15. století

- 1. února 1411 byl podepsán První toruňský mír. Poražený Řád německých rytířů se na úkor Litevského velkoknížectví a Polského království vzdal Žmudi a Dobrzyňska.
- 5. listopadu 1414 – 22. dubna 1418 zasedal Kostnický koncil.
- 1415 syn portugalského krále Jindřich Mořeplavec zorganizoval dobytí arabské Ceuty. To je považováno za počátek portugalské koloniální říše.
- 6. července 1415 byl v Kostnici upálen český kněz, myslitel a reformátor Jan Hus.
- 25. října 1415 Angličané porazili Francouze v bitvě u Azincourtu.
- 1417 Kostnickému koncilu se podařilo vyřešit papežské schizma. Novým papežem byl zvolen Martin V.
- 30. července 1419 v Praze proběhla první pražská defenestrace, stojící na počátku husitských válek.

### 1420 až 1430

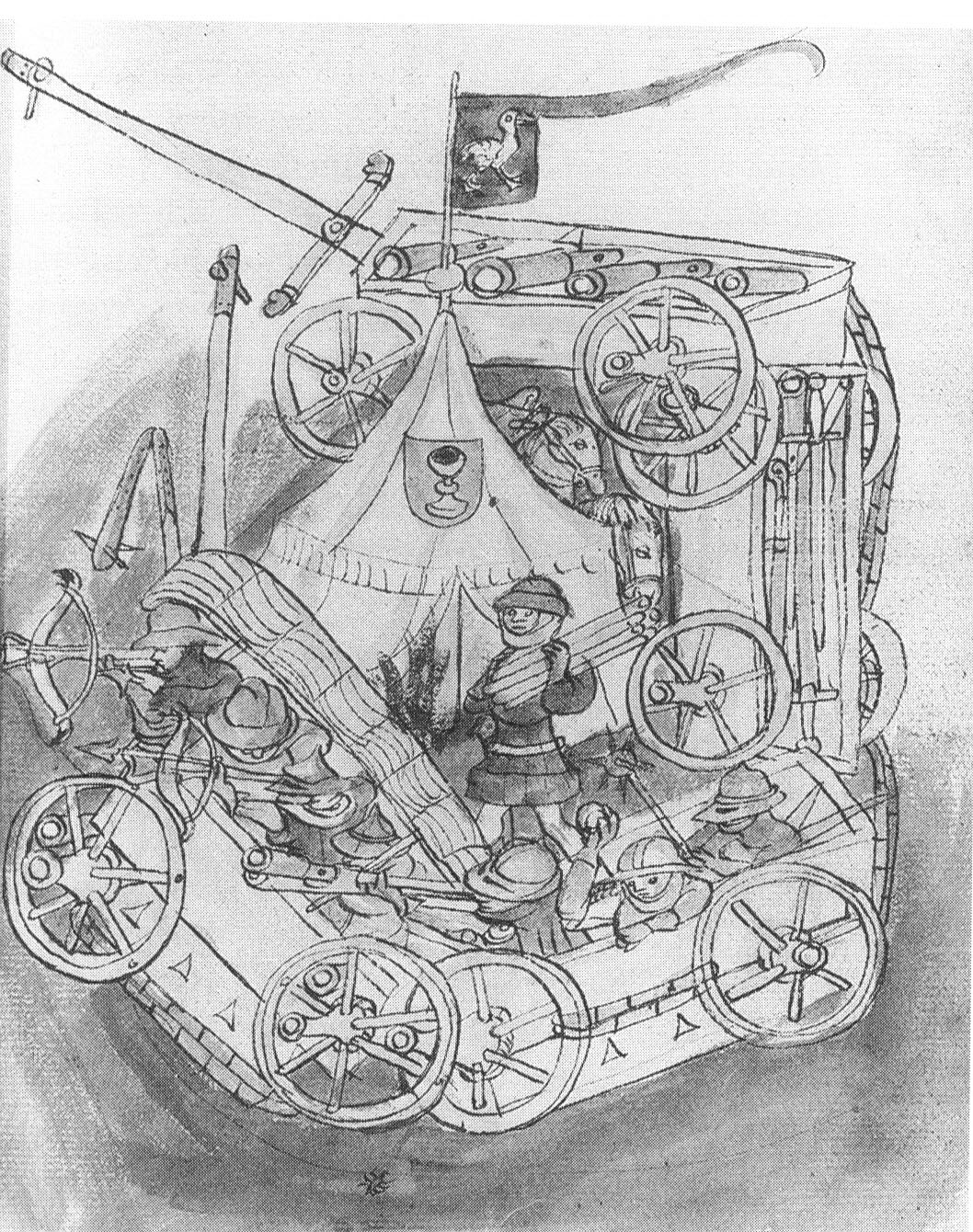
Husitská vozová hradba

- 21. května 1420 byla uzavřena smlouva z Troyes. Francouzská koruna byla po smrti Karla VI. přislíbena anglickému králi Jindřichu V.
- 1420–1434 proběhly v Čechách husitské války, které postupně zasáhly i vedlejší země Koruny české a další sousední státy.
- 1421 v rámci tzv. Vídeňské gezery byly v Rakouském vévodství likvidovány židovské obce.
- 23. července 1422 Vladislav Jagellonský udělil polské šlechtě Červiňské privilegium.
- 1429 Jana z Arku osvobodila obléhaný Orléans a zvrátila průběh stoleté války.

### 1430 až 1440
- 30. května 1431 Angličané v Rouenu upálili Janu z Arku.
- 1431–1445 zasedal Basilejsko-ferrarsko-florentský koncil.
- 30. května 1434 umírněná husitská šlechta spojená s domácími katolíky v bitvě u Lipan rozhodujícím způsobem porazila radikální husitské svazy sirotků a táboritů.
- 1436 Basilejská kompaktáta stvrdila dohodu mezi basilejským koncilem a zástupci husitů z českých zemí.
- 1436–1449 probíhaly Lučchuan-pchingmienské války.

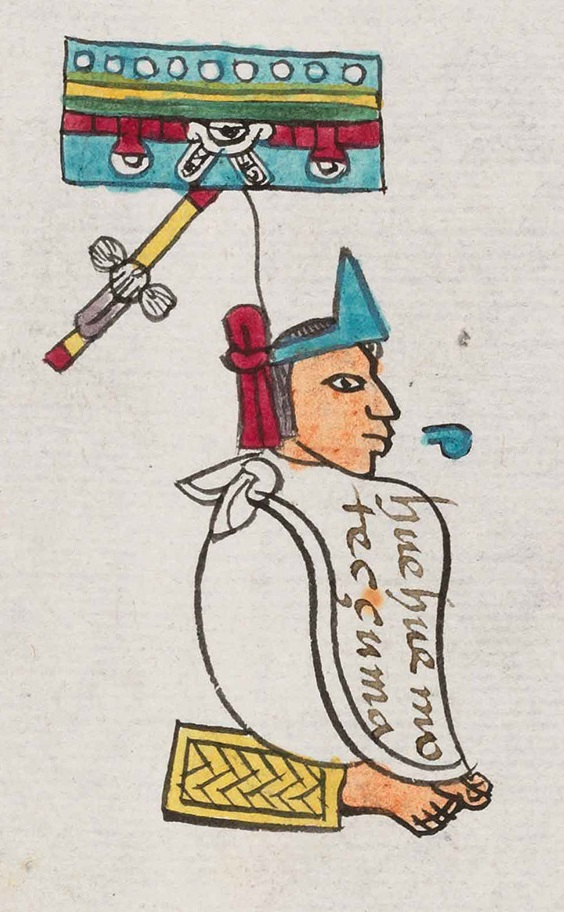
Aztécký panovník Montezuma I.

- 1438 v Incké říši nastoupil na trůn první historicky doložený vládce Pachacútec Yupanqui.
- po 1438 se na rozpadající se Zlaté hordě osamostatnil Kazaňský chanát.

### 1440 až 1450
- 1440–1469 Pod vládou Moctezumy I. se Aztékové stávají dominantní mocí ve Střední Americe.
- 1441 se na rozpadající se Zlaté hordě osamostatnil Krymský chanát.
- 10. listopadu 1444 Osmané drtivě porazili koalici svých nepřátel v bitvě u Varny. V boji pravděpodobně padl i polský a uherský král Vladislav III. Varnenčik.
- 1446 korejský král Sedžong Veliký zveřejnil dokončení projektu korejské abecedy pro poddané (Hangul), která se dnes v obou Korejích používá jako úřední.
- 1447–1448 Johannes Gutenberg zdokonalil knihtisk.
- 1448–1449 proběhlo povstání Teng Mao-čchiho.

### 1450 až 1460

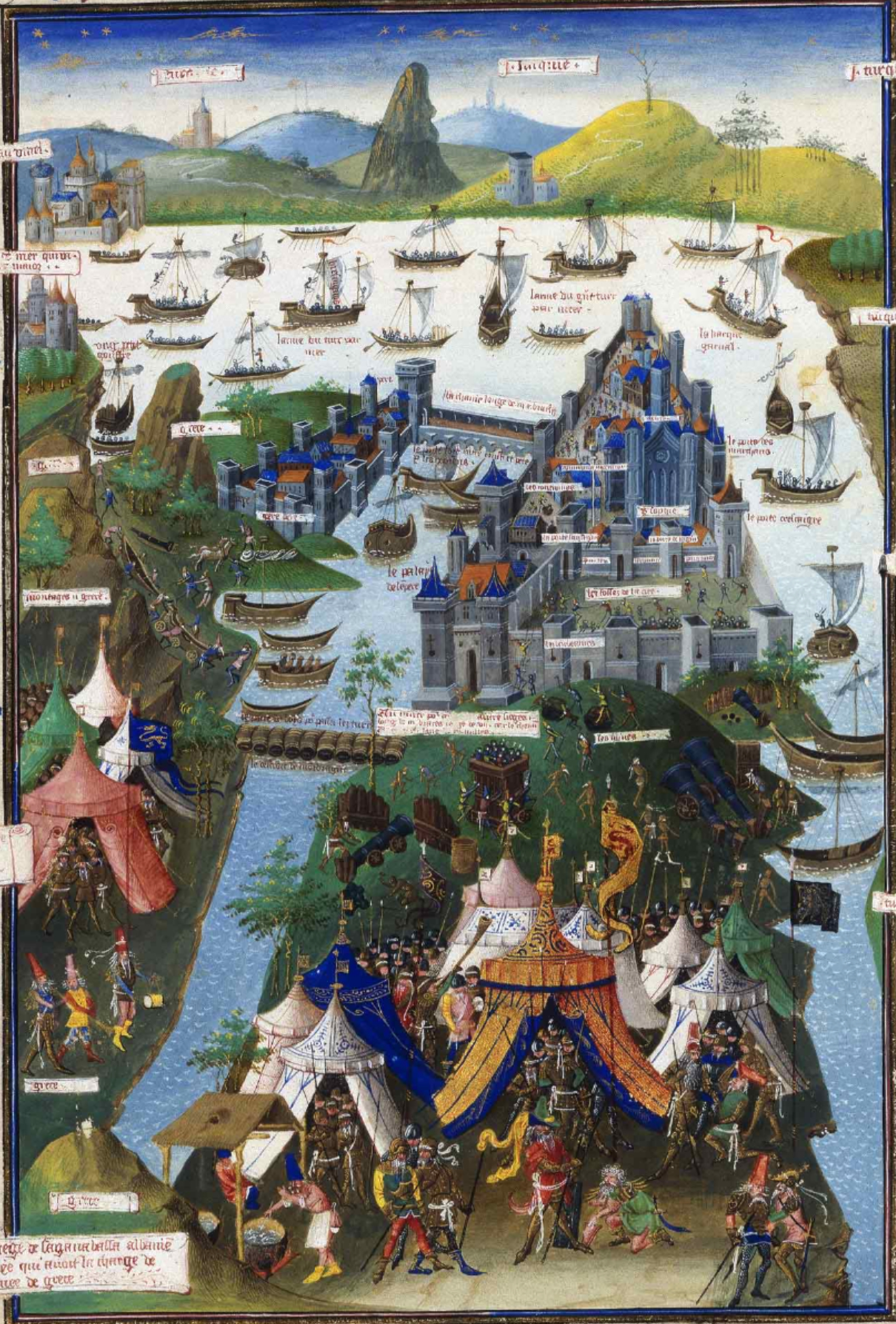
Pád Konstantinopole

- 1452 se na rozpadající se Zlaté hordě osamostatnil Kasimovský chanát.
- 1453 Osmanskému sultánovi Mehmedovi II. se podařilo dobýt Konstantinopol. Pád města znamenal zánik Byzantské říše, což bývá některými historiky považováno za přelom mezi středověkem a raným novověkem.
- 17. července 1453 proběhlo poslední střetnutí stoleté války bitva u Castillonu. Francouzský král Karel VII. je konečným vítězem konfliktu.
- 1454–1466 proběhla třináctiletá válka mezi Řádem německých rytířů a Polskem.
- 1455–1485 proběhla občanská válka v Anglii známá jako válka růží. Utkaly se v ní rody Yorků a Lancasterů. V jejím důsledku nastoupili na anglický trůn Tudorovci.
- 4.–22. července 1456 byl Bělehrad obléhán Osmany.
- 1456 se na rozpadající se Zlaté hordě osamostatnil Kazašský chanát.

### 1460 až 1470
- 1460 Osmané dobyli Morejský despotát.
- 1465–1476 proběhlo Ťing-siangské povstání.
- 19. října 1466 uzavřen Druhý toruňský mír ukončující třináctiletou válku. Polsko anektovalo území Královských Prus a východního Pomoří.
- 1466 se na rozpadající se Zlaté hordě osamostatnil Astrachaňský chanát
- 1467–1477 v Japonsku proběhla válka Ónin. Konflikt předznamenal období Sengoku charakteristické občanskou válkou a politickými převraty, trvající až do počátku 17. století.
- 1469 bylo uzavřeno manželství mezi Ferdinandem II. Aragonským a Isabelou Kastilskou vedoucí ke sjednocení Španělska.

### 1470 až 1480

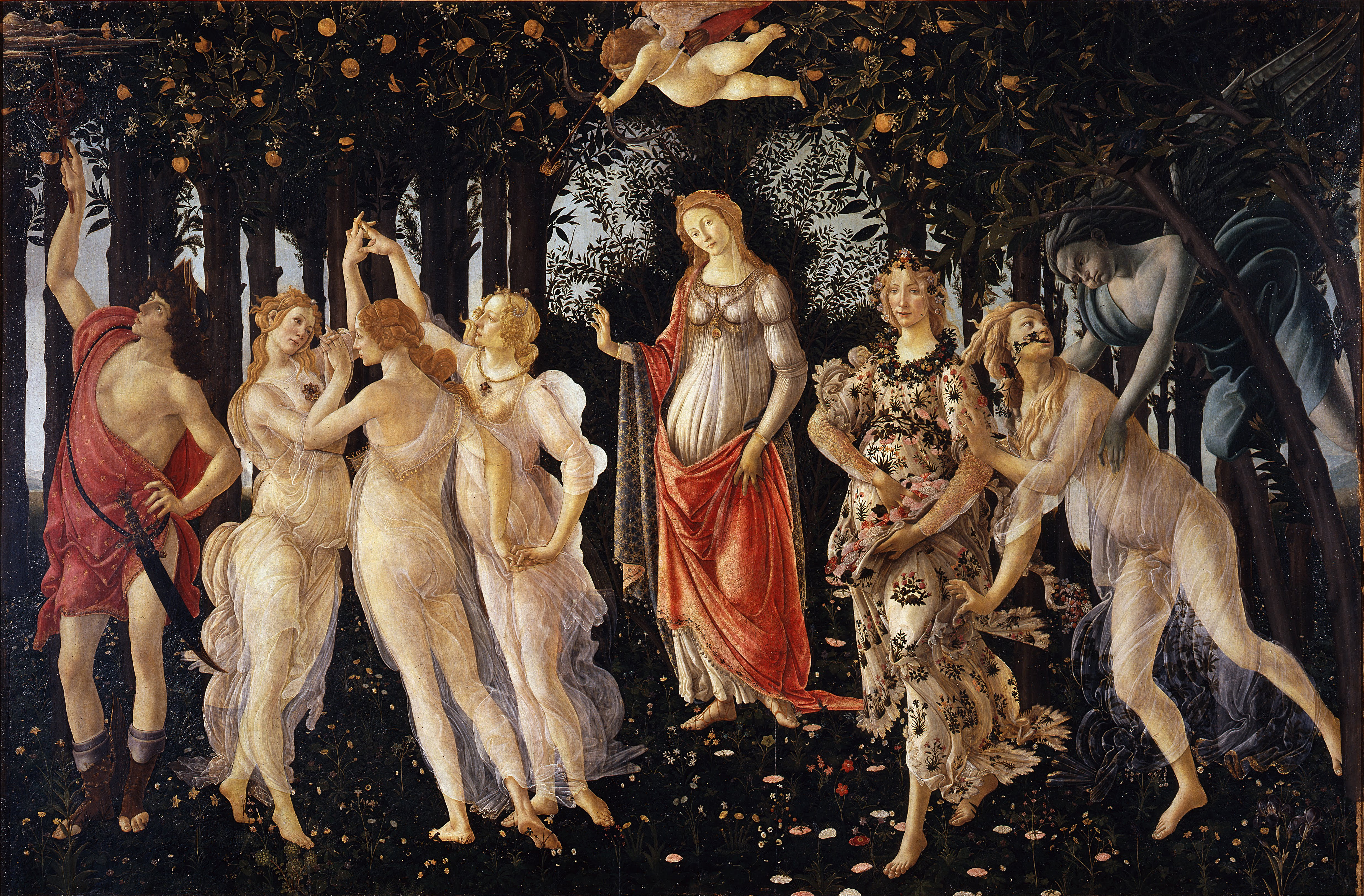
Primavera – dílo Sandra Botticelliho z roku 1482

- 1474–1477 proběhly burgundské války, v nichž se o nadvládu nad Burgundskem střetli Francie a Habsburkové.
- 1478 Moskevské knížectví si podmanilo Novgorod.
- 1478 byla uzavřena Olomoucká smlouva mezi Vladislavem Jagellonským a Matyášem Korvínem soupeřícími o český trůn v česko-uherských válkách.

### 1480 až 1490
- 1480 po bitvě na řece Ugra se Moskva stala nezávislou na Velké hordě. Nadále však musela odvádět poplatky krymskému chanátu.
- 22. srpen 1485 byl anglický král Richard III. zabit v bitvě u Bosworthu. Dynastie Plantagentů byla vystřídána Tudorovci.
- 1485 se uherský, chorvatský a český král Matyáš Korvín dobyl na císaři Fridrichovi III. Vídeň
- 1485 moskevský kníže Ivan III. dobyl Tver
- 1488 portugalský mořeplavec Bartolomeu Dias jako první Evropan obeplul mys Dobré naděje.

### 1490 až 1500

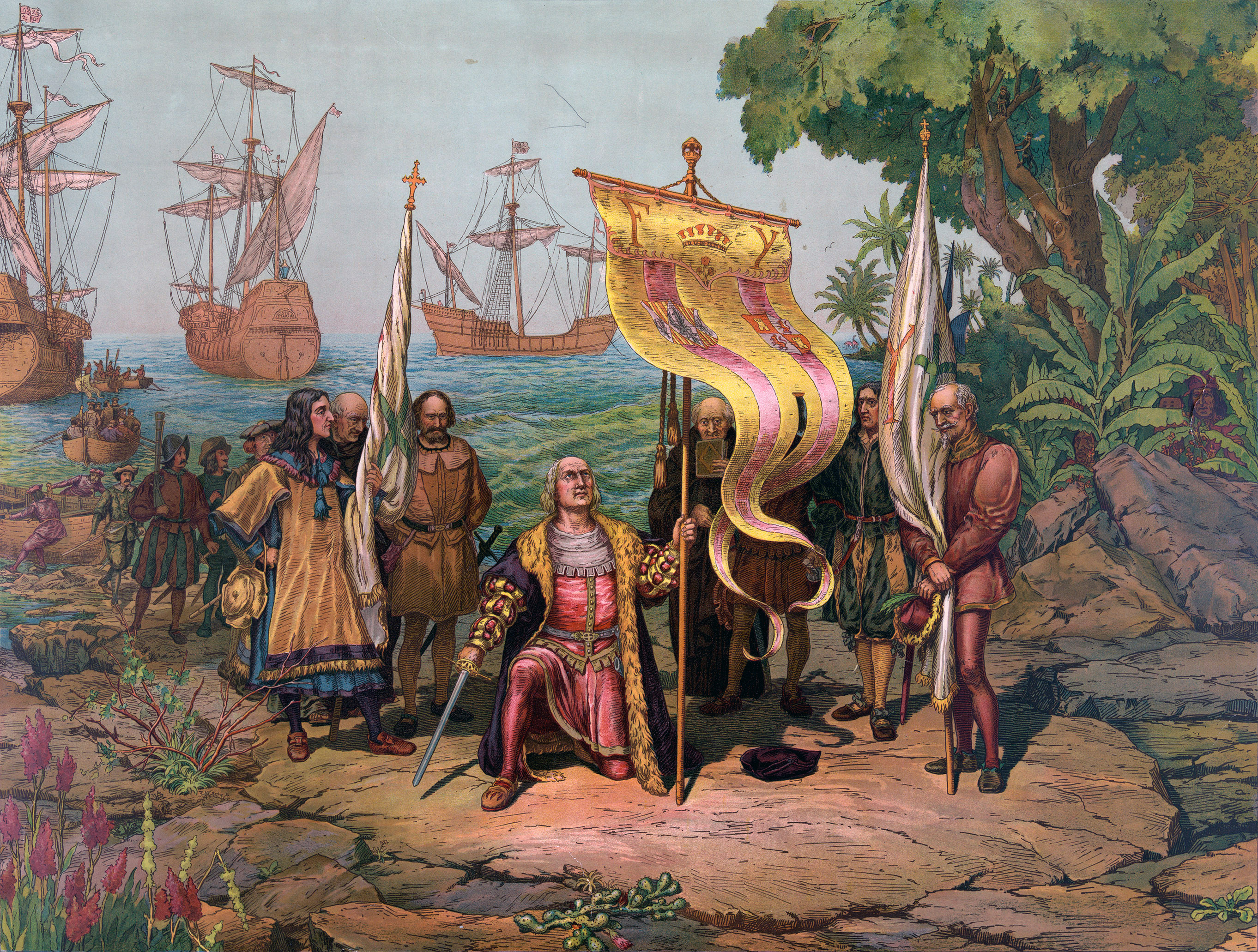
Kryštof Kolumbus v Novém světě

- 1490 se na rozpadající se Zlaté hordě osamostatnil Sibiřský chanát.
- 1492 poslední vládce Granady Mohamed XII. kapitulouval před vojsky Katolických Veličenstev Ferdinanda Aragonského a Isabely Kastilské, čímž byla dokončena reconquista a definitivně zanikl zbytek arabské Andalusie.
- 12. října 1492 italský mořeplavec Kryštof Kolumbus se ve službách španělské koruny po přeplutí Atlantského oceánu vylodil na ostrově San Salvador v dnešních Bahamách. Jeho plavba odstartovala období evropské kolonizace amerického kontinentu.
- 7. června 1494 Španělsko a Portugalsko si smlouvou z Tordesillas vzájemně rozdělili sféry vlivu v mimoevropských územích.
- 1494–1498 proběhla První italská válka.
- 1497–1499 portugalský mořeplavec Vasco da Gama se jako první Evropan okolo mysu Dobré naděje doplavil do Indie.
- 1499–1504 proběhla Druhá italská válka.

## Osobnosti
V 15. století žily osobnosti jako český vojevůdce Jan Žižka (1360–1424), český náboženský reformátor Jan Hus (1370–1415), český teolog Petr Chelčický (1379–1460), německý knihtiskař Johannes Gutenberg (1397?–1468), francouzská mučednice Jana z Arku (1412–1431), český král Jiří z Poděbrad (1420–1471), francouzský básník François Villon (1429?–1463), italský malíř Sandro Botticelli (1444–1510), nizozemský malíř Hieronymus Bosch (1450–1516), mořeplavec Kryštof Kolumbus (1451–1506), italský malíř Leonardo da Vinci (1452–1519), portugalský mořeplavec Vasco da Gama (1469–1524), italský filozof a politik Niccolò Machiavelli (1469–1527) a astronom Mikuláš Koperník (1473–1543).